# Karol Hoffmann (duchowny)
Karol Hoffmann,  właściwie Karl Hoffmann (ur. 8 maja 1887 w Langenbergu, zm. 22 lutego 1968 w Limburg an der Lahn) – niemiecki ksiądz katolicki, generał pallotynów w latach 1937-1947.
Karl Hoffmann urodził się w 1887 roku w Langenbergu w Niemczech. Święcenia kapłańskie przyjął 9 lipca 1911. Po zdobyciu w 1920 doktoratu z teologii i specjalizacji z misjologii na uniwersytecie w Münster w Westfalii, został profesorem Kolegium w Limburgu. Przez 14 lat prowadził wykłady ze Starego Testamentu. Przez 3 lata był również rektorem tego domu. W 1931 został prokuratorem generalnym Stowarzyszenia Apostolstwa Katolickiego (pallotynów).
Od 1937 przez 10 lat piastował urząd generała pallotynów, a przez 6 lat – wicegenerała. Potem powrócił do Limburga i do końca życia prowadził wykłady z zakresu historii Kościoła, historii pallotynów i duchowości św. Wincentego Pallottiego. Zmarł w wieku 81 lat w Limburgu.